# Kisaburo Osawa
Kisaburo Osawa (大澤喜三郎; Hepburn, 28. prosinca 1910. – Tokio, 26. svibnja 1991.), japanski majstor borilačkih vještna. Izravni je učenik Moriheija Ueshibe i bliski savjetnik Kisshomarua Ueshibe. Nosilac je 9. Dana u aikidu.

## Životopis
Kisaburo Osawa je rođen u Kumagaji, prefekturi Saitama u Japanu. Kako bi učvrstio svoje tijelo, počeo je vježbati judo u dobi od 17 godina. S 25 godina je položio s majstorsko zvanje (1. Dan) u judu. Godine 1939. upoznaje Moriheija Ueshibe, te počinje vježbati u Kobukan dojou. 
Bio je jedan od najvažnijih i najutjecajnih instruktora aikida od 1950-ih do 1970-ih. Bio je Hombu dojo-cho od 1989. do 1999. kada ga je na toj dužnosti zamijenio Moriheijev unuk, Moriteru Ueshiba.

## Vanjske poveznice
- Kisaburo Osawa entry in Stanley Pranin's Encyclopedia of Aikido Arhivirana inačica izvorne stranice od 29. studenoga 2014. (Wayback Machine)